# Corneille Daems
Corneille Daems (Etterbeek, 4 febbraio 1964) è un ex ciclista su strada belga, professionista dal 1986 al 1993.

## Carriera
Figlio del ciclista belga degli anni sessanta Emile Daems, non ebbe la stessa fortuna del padre: svolse soprattutto il ruolo di gregario durante la sua militanza nel mondo professionistico, ottenendo poche vittorie e tutte in circuiti minori.

## Palmarès
- 1990

Omloop Groot - Oostende

## Piazzamenti

### Classiche
- Liegi-Bastogne-Liegi

1991: 91º